# 1969년 EC-121 격추 사건
EC-121 격추 사건(EC-121 shootdown incident)은 일본의 아쓰기 해군 비행장을 출발한 미국 해군 소속 EC-121 워닝스타 조기경보기가 1969년 4월 15일 14시경 (한국시각) 동해상에서 조선인민군 공군 소속 미그 21 전투기의 공격을 받아 해상으로 추락한 사건이다. 탑승한 승무원 31명 전원이 사망했다. 영공 밖에 있었다는 미국의 주장과, 자국 영공을 침범한 후에 격추 당했다는 조선민주주의인민공화국의 주장이 엇갈린다.

## 개요

### EC-121의 목적
1969년 4월 15일 화요일 오전 7시 미국 해군 소속 아쓰기 해군 비행장에서 조기 경보기 EC-121 워닝스타 1대가 이륙하였다. 이 비행기의 콜 사인은 “Deep Sea 129”였다. 기내에는 8명의 장교와 23명의 엔지니어가 탑승하고 있었고, 그 중 한 명은 미국 해병대원이었다. 이들 중 9명은 러시아어와 한국어의 암호통신을 해독하는 언어학자들이었다.
Deep Sea 129에 주어진 임무는 동해를 향해 “무스 포인트(Musu Point)”라는 조선민주주의인민공화국의 길주군 근해에서 소련과 조선민주주의인민공화국 사이의 전파 정보 수집활동을 하는 것이었다. 이 임무는 EC-121기가 120해리(222km)의 타원형 궤도 코스를 따라 비행하고 전파를 감청한다는 것에서 북동쪽으로는 소련을 타겟으로 하고 있었다. 또 이 임무는 명목상으로 미국 태평양군 제7함대의 지휘 아래에서 이루어지고 있었으나 실제로는 NSA가 시행한 첩보 활동이었다.

### 격추
이 임무는 2년간 계속되던 것으로 조선민주주의인민공화국 해안에서 50해리(90km) 안으로 접근하는 것은 금지되어 있었으며 이 때까지 조선민주주의인민공화국측의 반격은 없었다. 그러나 주한미군 군산기지의 레이다와 미국 육군기밀 보전청(ASA)이 조선 인민군 공군의 MiG-17 전투기 2대가 Deep Sea 129의 움직임을 탐지하고 이륙한 사실을 감지하였다. Deep Sea 129은 한국표준시 기준 13시에 예정대로 활동 보고를 끝냈으나 이상한 점은 없었다. 그러나 MiG-17 전투기가 접근하고 있었으므로 작전을 중단하기로 하였으나 MiG-17 전투기를 탐지한 약 2분 뒤 Deep Sea 129는 레이다에서 사라졌다.
Deep Sea 129는 레이다에서 사라진 뒤 조선민주주의인민공화국의 청진시에서 90해리(167km) 떨어진 동해의 북위 41도 28분, 동경 131도 35분으로 추락하였고 탑승자 31명 전원이 사망하였다.

### 수색
미국 육군기밀 보전청(ASA)은 Deep Sea 129가 사라졌다는 것을 당시 미국 대통령인 리처드 닉슨과 국가안보보좌관인 헨리 키신저 등에게 보고하였다. 또한 수색 활동을 위하여 미국 공군과 해군의 항공기가 최대 26기 투입되었고 구축함 등이 사세보 기지에서 출항하였다.
기체의 잔해를 발견한 것은 다음 날 오전 9시 30분이었다. 이 해역에는 소련의 함정과 항공기도 출동하였다. 4월 17일 정오가 되어 헨리 터커 구축함에서 2명의 시신을 회수하였다. 나머지 29명의 시신을 찾는 데에는 실패하였다.

## 영향
당시 미국의 닉슨 행정부는 전술핵을 사용한 보복공격을 검토했던 것으로 기밀해제된 문서를 통해 알려졌다.

## 같이 보기
- EC-121 워닝스타
- 조선인민군 정찰총국